# Abadía de Tihany
La abadía de Tihany (en húngaro: Tihanyi apátság) es un monasterio benedictino fundado en Tihany en el Reino de Hungría en el 1055. Sus patronos son la Virgen María y San Aignan de Orleans.
El monasterio benedictino de Tihany fue establecido en 1055 por el rey Andrés I de Hungría (r. 1046-1060). Fue dedicado a la Santísima Virgen y al obispo San Aignan de Orleans. El rey Andrés fue enterrado en la iglesia del monasterio en el 1060. Su tumba, en la cripta de la iglesia es la única tumba de un rey medieval de Hungría que se ha conservado hasta ahora.

## En la Edad Media y Moderna
La invasión mongola (1241-1242) no causó ninguna destrucción en el edificio de la abadía ni en sus propiedades. Posteriormente se construyó la fortificación que rodeaba el monasterio, aunque es posible que antes existiera algún tipo de muralla protectora. Las guerras turco-húngaras provocaron un cambio verdaderamente radical en la vida del monasterio. La vida monástica cesó en 1534 y el monasterio fortificado se convirtió en un eslabón importante en el sistema de fortalezas fronterizas del lago Balaton. Durante el siglo y medio que siguió, todas las reliquias tangibles de la vida monástica en Tihany fueron destruidas. Los militares devolvieron la iglesia a su propósito original en 1674. Sin embargo, un incendio inesperado y trágico destruyó los edificios del monasterio en 1683. Tras el final de las guerras turcas (1699), las fortificaciones ya no eran necesarias, por lo que las obras defensivas fueron demolidas en 1702.
La reconstrucción comenzó en 1719 según los planos del arquitecto carmelita Márton Wittwer. Al principio, en el monasterio sólo había dos estancias habitables y únicamente la cripta podía utilizarse para ceremonias religiosas. Los edificios medievales fueron demolidos y durante más de tres décadas, en 1754, se construyó la gran iglesia barroca con dos torres (35 m de altura). Tiene 46 metros de largo y 16 metros de ancho. Al mismo tiempo se terminó de construir el nuevo edificio del monasterio. La consagración de la iglesia se retrasó por un incendio en 1763. Las magníficas tallas del púlpito, los altares, la caja del órgano y los bancos aún hoy exudan una auténtica atmósfera barroca.
En 1786, el emperador José también disolvió la orden benedictina. Los monjes tuvieron que abandonar su monasterio y sólo pudo permanecer uno de ellos, que cumplía funciones parroquiales. Los miembros de la orden pudieron regresar a Tihany en 1802, así como a Pannonhalma. Durante la gran renovación de la iglesia en 1889, se decidió decorar su espacio con murales. Tres pintores destacados de la época, Lajos Deák-Ébner, Károly Lotz y Bertalan Székely, recibieron el encargo de pintarla.

## Disolución y reorganización de la orden monástica
En 1950, debido a la disolución estatal de las órdenes monásticas, los benedictinos tuvieron que abandonar nuevamente el monasterio. La parroquia permaneció, el monasterio se convirtió primero en una casa social y más tarde se instaló en él un museo.
Los benedictinos  pudieron regresar a Tihany en 1990, pero el complejo monástico no fue devuelto al Estado hasta 1994. La restauración del interior de la iglesia (pinturas murales, altares) tuvo lugar entre 1992 y 1996. En 1996 se inició la renovación completa del monasterio, que desde 1995 acoge una comunidad monástica viva. En 1995 el arcipreste Richárd Korzenszky asumió la dirección del monasterio. Bajo su liderazgo, la abadía se convirtió en un centro intelectual y espiritual. Después de 1709, después de más de trescientos años, tomaron nuevamente los votos monásticos en Tihany.

## La abadía hoy
La abadía benedictina de Tihany funciona como priorato independiente (prioratus conventualis) de la Congregación Benedictina Húngara desde el 31 de mayo de 2012. Desde 2018, el abad del monasterio es Norbert Jeromos Mihályi. En el monasterio viven diez monjes que prestan servicio pastoral al pueblo de Tihany y a varios asentamientos circundantes, así como a la iglesia circular de Balatonfüred, y también participan en la recepción de huéspedes, la organización de retiros espirituales y programas culturales.
Desde el 1 de septiembre de 2012, la escuela del asentamiento, con el nombre de Escuela Primaria y Elemental de Artes Bencés Apátság Illyés Gyula, está a cargo de la abadía.